# Ковачич, Моника
Моника Ковачич (Ковачичова) (венг. Kovacsicz Mónika, словац. Mónika Kováčićová; род. 20 ноября 1983, Комарно) — венгерская гандболистка словацкого происхождения, правый вингер.

## Клубная карьера
Выступала за свою карьеру в командах «Бекешчаба Элёре» и «Дьёр ЭТО» в Венгрии, а также в датском «Виборге». Дважды чемпионка Венгрии, победительница Лиги чемпионов ЕГФ 2008/2009 и дважды победительница Кубка обладателей Кубков ЕГФ.

## Карьера в сборной
В сборной выступает с 2005 года: обладательница бронзовых медалей чемпионата мира (2005 год, Россия) и чемпионата Европы (2012 год, Сербия). В активе Моники 123 игры и 285 голов за сборную, а также участие в Олимпийских играх в Пекине (4-е место).

## Семья
У Моники есть двоюродная сестра Сандра Зачик, играющая вместе с ней в сборной и также выступающая за «Ференцварош».

## Достижения

### В клубах
- Чемпионат Венгрии:
  - Чемпионка: 2005, 2006, 2015
  - Серебряный призёр: 2004, 2007, 2012, 2013, 2014, 2016
  - Бронзовый призёр: 2008, 2011
- Кубок Венгрии:
  - Победитель: 2005, 2006, 2007
- Чемпионат Дании:
  - Чемпионка: 2009
- Кубок Дании:
  - Победитель: 2008
- Лига чемпионов ЕГФ:
  - Победитель: 2009 , 2010
- Кубок ЕГФ:
  - Финалист: 2004, 2005
- Кубок обладателей Кубков ЕГФ:
  - Победитель: 2011, 2012
  - Финалист: 2006

### В сборной
- Чемпионат мира:
  - Бронзовый призёр: 2005
- Чемпионат Европы:
  - Бронзовый призёр: 2012

### Личные
- Лучший бомбардир Лиги чемпионов ЕГФ 2011/2012[1]